# خوان رومان ريكيلمي
خوان رومان ريكيلمي (بالإسبانية: Juan Román Riquelme)‏ لاعب كرة قدم الأرجنتين سابق وُلد في 24 يونيو 1978 بضاحية سان فيرناندو بالعاصمة الأرجنتينية بوينس آيرس. وهو لاعب أرجنتيني دولي لوقت طويل وقد أعلن إعتزاله مؤخرا حيث كان يلعب لنادي أرجنتينوس جونيورز حاملا للرقم (10).
يشغل حالياً منصب رئيس نادي بوكا جونيورز.

## بداية المسيرة
كونه ضمن عائلة فقيرة تحتوي 10 أشخاص، اتجه لعالم الكرة مبكراً ليصبح أحد نجوم أكاديمية أرجنتينوس جونيورز، ليلمحه بعد ذلك ناديي الصفوة ريفر بلايت و بوكا جونيورز، و فضل الاختيار الثاني لقاء 800.000 دولار عام 1995، و بعدها بعام شارك للمرة الأولى مع الفريق الأساسي ضد نادي يونيون دي سانتا في في 10 من فبراير، و سجل بعدها بأسبوعين أول أهدافه بمرمى هوراكان بمباراة انتهت بسداسية بيضاء لفريقه .
تدريجياً بعد ذلك، أصبح لريكيلمي صيت واسع نظراً للموهبة الفذة في صناعة الأهداف و تهيئة الفرص للمهاجمين، و شارك للمرة الأولى بقميص الأرجنتين للشباب عام 1997 و حقق به كأس العالم بتلك الفئة، و شهد ذات العام مشاركته الأولى رفقة المنتخب الأساسي، و كل هذا أعطاه ثقلاً من بين زملائه بالدوري الأرجنتيني مما جعل الأندية الأوروبية تتلفت لهذا النجم الصغير حينها، و لكن إدارة بوكا جونيورز حافظت عليه أقصى وقت ممكن، مما عاد على فريقها بمزيد من البطولات المحلية و الدولية متوجة بكوبا ليبرتادورس مرتين و بطولة انتركونتننتال أمام بطل أوروبا ريال مدريد عام 2000، و كان ريكيلمي أحد نجوم تلك المباراة و كانت نقطة اشتهار كبيرة بالنسبة له، و صار يُنظر إليه كخليفة لمارادونا داخل بوكا جونيورز كونه يحمل الرقم 10 .
و كان خوان رومان ريكيلمي أحد أفراد الفريق البوكاوي الذي لعب 40 مباراة دون هزيمة منذ 5 مايو 1998 إلى 2 يونيو 1999، ليُعطى صاحب الرقم 10 بالفريق الجماهيري الأول بالأرجنتين جائزة أفضل لاعب أرجنتيني سنة 2000 و 2001، و جائزة أفضل لاعب بأميريكا الجنوبية موسم 2001، الأمر الذي سبق بقليل احترافه لإسبانيا تحديداً للنادي الكتلوني الشهير برشلونة سنة 2002 .

## بداية الاحتراف
كان لخوان رومان ريكيلمي أسباب عدة للاحتراف، منها السبب الطبيعي لأي لاعب لاتيني و هو السعي تجاه الأموال و الشهرة العالمية، و كان لريكيلمي سبب مأساوي آخر و هو عملية خطف أخيه الأصغر و مطالبة الخاطفين لفدية مالية، و قاده هذا الأمر للنظر في أقرب فرص احتراف خارج الأرجنتين التي و ما زالت تشهد حالات عنف و إجرام متزايدتين، لينتقل لنادي برشلونة نظير 10.000.000 دولار، مرتدياً القميص رقم 10 .
و قد سعدت الجماهير البرشلونية بهذا الانتقال المدوي حينها لقدوم أفضل لاعب لاتيني، و لكن حدث ما لم يكن في البال حيث وضعه مدرب برشلونة حينئذٍ فان خال في موقع لم يلعب به من قبل و هو الجناح، لذا لم يقدم ما اعتاد تقديمه بفريقه السابق مما جعله محل سخرية من المدرب الهولندي و حبيساً لمقاعد الاحتياط، مسجلاً 3 أهداف رسمية بواقع 30 مباراة .

## فياريال و ظهور الموهبة
مع قدوم نجوم مثل رونالدينهو وديكو لوسط برشلونة فلم يكن هناك حقاً مكان لريكيلمي بوسط برشلونة على عهد المدرب الجديد الذي صدف كونه هولندياً أيضاً و هو فرانك ريكارد، لذا لم يتأخر النادي الكتلوني في أول العروض المقدمة و التي جاءت من قبل المغمور فياريال ليلبس فيه القميص رقم 8 و كان ذلك بموسم 2003-2004، و قد ساعد رجوعه لموقعه الأصلي بالملعب إلى تفجر الموهبة التي لم تبرز بأول مواسمها في الدوري الاسباني، محققاً لقب الانترتوتو الأوروبي كأول لقب خارجي لفياريال و الوحيد له حتى الآن، و حقق الفريق الأصفر رفقة النجم الأرجنتيني المركز الثالث بالليغا بإنجاز خلف برشلونة وريال مدريد لأول مرة بتاريخ الفريق الذي شهد تخبطاً ما بين الدرجة الثانية و الأولى، و يخطف خوان رومان ريكيلمي الأضواء و تنهال عليه العروض من كل صوب، و لكنه فضل ناديه الإسباني على باقي الأندية الكبيرة التي سعت لانتدابه إليها .
و لاحتلال فياريال المركز الثالث بالليغا ميزة المشاركة الأولى في دوري أبطال أوروبا، و في إنجاز نادر لفريق بحجم الإمكانيات التي تتوفر لديه، و حاز في نفس الموسم جائزة أفضل لاعب أمريكي جنوبي في الليغا الإسبانية، وو صل لنصف نهائي تلك البطولة متجاوزاً عدداً من الفرق الكبيرة أهمها انتر ميلان ومانشستر يونايتد الإنجليزي و كان الثنائي الذهبي حينها ريكيلمي وفورلان الأثر الكبير لذلك، و كانت المباراة بربع النهائي هي الأبرز لفياريال و ريكيلمي حيث قدم الأخير مستوى كبير أمام نجوم الانتر كفيرون و ريكوبا و غيرهما، صانعاً الهدف الوحيد لمواطنه و زميله السابق في بوكا جونيورز رودولفو أروابارينا، ليقابل آرسنال في مبارتين انتهتا بالتعادل، و كان لآرسنال الأفضلية حيث تعادل على أرضية ملعب المادريغال الخاص بـفياريال بنتيجة إيجابية، و كان لريكيلمي ضربة جزاء كان من الممكن أن تغير من سير الأحداث و تهدي فياريال التأهل و لكن ليمان تمكن من صد الكرة في مشهد غريب و حزين على اللاعب و الفريق، و تنتهي بذلك مغامرة فياريال الأوروبية .

## بداية المشاكل و العودة بالإعارة لبوكا جونيورز
لم يكن الخروج الأوروبي على الفياريال قصير الأثر حيث تفجرت مشاكل ما بين الاسمين البارزين في النادي و هما ريكيلمي و المدرب التشيلي مانويل بيليغريني، لم تُعرف الأسباب حتى الآن رغم بعض التوقعات التي تنص أن تضييع ريكيلمي ضربة الجزاء أمام آرسنال هو السبب الحقيقي وراءها، و اتجه آخرون في نسبة السبب إلى امتعاض المدرب من سطوع نجم اللاعب على باقي العناصر و من ضمنها هو، و أدى هذا الخلاف إلى إخراج ريكيلمي مدة طويلة من تشكيلة فياريال الأساسية موسم 2006-2007، مما جعل النجم الأرجنتيني يتلفت إلى العروض المُقدمة إليه فلم يتواني عن الاستجابة لعرض فريقه السابق بوكا جونيورز الذي كان يخوض منافسات قارية، فنجح العرض و اُنتدب اللاعب للفريق الأرجنتيني مُعاراً لنصف موسم، و قدم ريكيلمي مستوى كبيراً جداً أهدى البوكا جونيورز لقبه القاري السادس بالكوبا ليبرتادورس و لقبه الشخصي الثالث، محرزاً ثمانية أهداف كوصيف للهدافين في هذه البطولة رغم وجود نجمي الهجوم مارتن باليرمو ورودريغو بالاسيو .

## العودة النهائية للبوكا جونيورز
بعد تحقيق الكوبا ليبرتادورس السادس لبوكا جونيورز، عاد صانع الألعاب الأرجنتيني إلى الفياريال في تحدٍ واضح للمدرب التشيلي الذي استمر على عدم إدخاله للتشكيلة الصفراء، و لم تتأخر أندية أوروبية مثل انتر ميلان وريال مدريد ويوفنتوس بتقديم عروضها إليه، إلا أنه توجه مباشرة لعرض بوكا جونيورز مرة أخرى، إنما الذي كان عرض شراء خلاف المرة الماضية، و كان الفريق الأرجنتيني يتوجه لطوكيو لكي يلعب ببطولة كأس العالم للأندية، فلم ينجح بانتداب ريكيلمي إلا بعد انتهاء مهلة تسجيل اللاعبين بالبطولة العالمية، فاضطر الفريق للعب بدون نجمه الذي أوصله لهذه البطولة و عانى في المبارتين اللتين خاضهما أمام النجم الساحلي التونسي في نصف نهائي البطولة حين فاز بهدف وحيد بعد شق الأنفس، و سقط برباعية ميلان الإيطالي مقابل هدفين .
لم تحبط هذه الخسارة الفريق الأرجنتيني الكبير رفقة نجمه العائد، فقد عاد الموسم الذي بعده بتألق كبير في الكوبا ليبرتادروس و وصلا لنصف النهائي مع تسجيل ريكيلمي أربعة أهداف تبع ذلك خروج من فلومينينسي، و ليتوج بعدها بنصف موسم ببطولة الريكوبا سودا أميريكانا] مصيباً الرقم 18 في عدد البطولات الدولية للبوكا جونيورز، ليتوج الفريق الأرجنتيني على هرم الفرق العالمية مشاركة مع الميلان الإيطالي .
و في دوري الأبيرتورا الأرجنتيني لموسم 2008-2009 حقق مع الفريق اللقب و أخذ حينها جائزة أفضل لاعب أرجنتيني و أفضل لاعب أميريكي جنوبي متفوقاً على مواطنه خوان سيباستيان فيرون، و بعد ذلك مُني بعدة إصابات حرمته اللعب الكثير من المرات و ذلك عدا المشاكل الكثيرة التي لحقت به خلال الموسمين الذيْن تليا ذلك، و أُرفق ذلك بتذبذب مستوى الفريق ككل و تأخير طويل على تجديد عقده الذي انتهى بأواسط 2010، فرغم معارضة بعض أفراد إدارة النادي بهذا الأمر، إلاا أنه تم التجديد بنجاح لأربعة سنوات بمبلغ 5 ملايين دولار أميريكي و ذلك رضخاً للتوجه الجماهيري الذي عبر عنه بمظاهرات تندد بالتأخير الحاصل بتجديد عقد ريكيلمي .
في أبريل 2010، تعرض ريكيلمي لأقوى إصابة خلال سلسلة الإصابات التي خاضها خلال العامين المنصرمين، فقد توجب عليه إجراء عملية جراحية نتجية إصابته بمتلازمة الغضروف المفصلي، و غاب جراء ذلك 8 أشهر قبل أن يعود بديسمبر نفس العام، ليصاب من جديد بأوتار الركبة بعد 135 دقيقة فقط من اللعب، و يعود من جديد في فبراير 2011، و هو مستمر منذ ذلك الوقت و هو هداف فريقه في هذه الفترة .

## مسيرته مع المنتخب الأرجنتيني

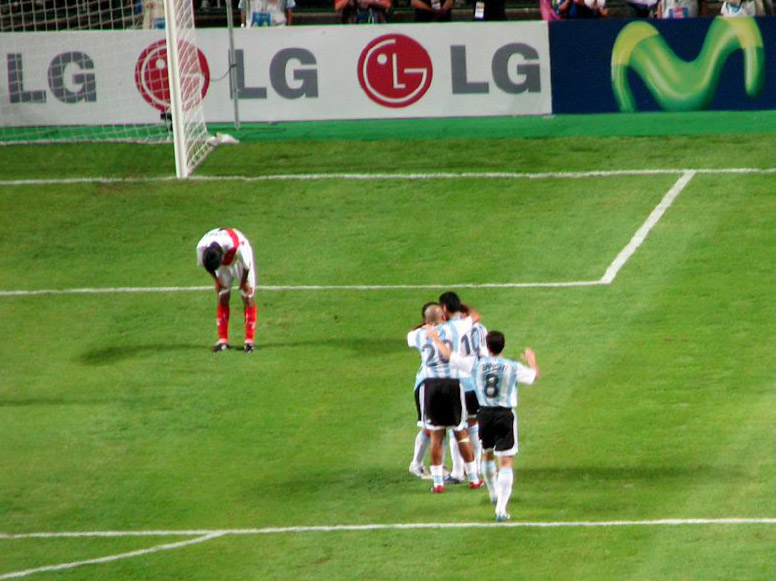
ريكيميلي (رقم 10) يحتفل بهدف ضد البيرو 2007 Copa América

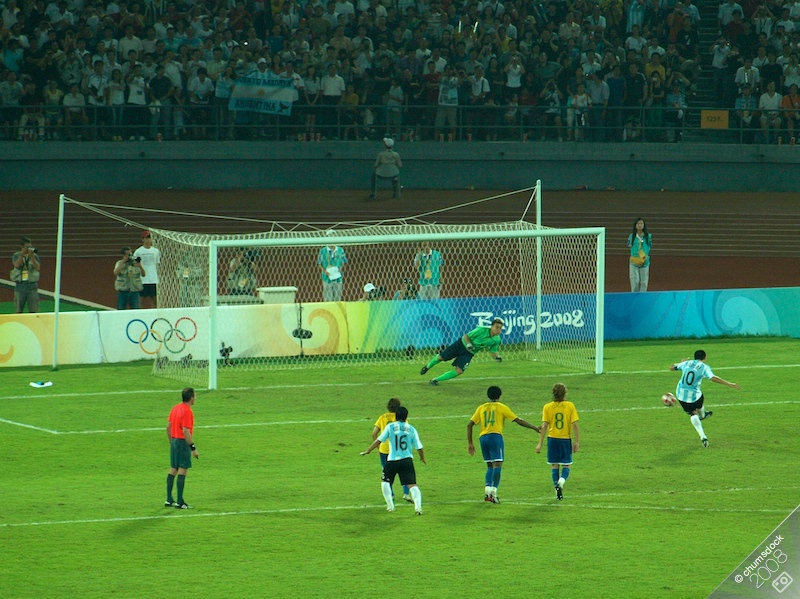
ريكيلمي يسجل ركلة جزاء ضد البرازيل خلال الالعاب الاولمبية بكين 2008

بدأ خوان رومان ريكيلمي مسيرته الدولية عام 1997 في بطولة كأس أميريكا اللاتينية للشباب و نجح مع رفاقه في حصدها، و من ثم أعقب ذلك بالفوز بالبطولة العالمية الخاصة بفئة الشباب في نفس العام بقيادة المدرب الأرجنتيني خوسيه بيكرمان، و لكنه لم يستدع لأي من المونديالين كأس العالم 1998 أو كأس العالم 2002 رغم المطالبات الجماهيرية بذلك، و لعب موندياله الأول و الأخير في كأس العالم 2006 و صُنف على أنه أحد أفضل اللاعبين فيه، و قد أخذ جائزة أفضل لاعب بمباراة صربيا و الأرجنتين و التي انتهت بسداسية نظيفة لمنتخبه رغم عدم تسجيله أي هدف فيها، و خرجت الأرجنتين في الدور ربع النهائي أمام المنتخب الألماني صاحب الأرض و الجمهور، فبالرغم من أن ريكيلمي صنع الهدف الوحيد للأرجنتين إلا أن خوسيه بيكرمان المدرب الوطني آنذاك استبدله في الشوط الثاني لتعادل ألمانيا النتيجة و تنتصر بعد ذلك بضربات الجزاء .
و كان لهذا الخروج الأثر البالغ على المنتخب الأرجنتيني حيث أعلن المدرب بيكرمان استقالته و يتبع ذلك اعتزال ريكيلمي في 13 من سبتمبر 2006 لأسباب أهمها مرض والدته التي أُدخلت إلى المستشفى مرتين في ذات العام بعد تمثيل بلده في 37 مواجهة و 8 أهداف .
و في 26 يونيو 2007 استدعاه المدرب الوطني الجديد ألفيو باسيلي لبطولة كوبا أميريكا 2007، ليكون أحد نجوم البطولة بتسجيله خمسة أهداف و متوجاً نفسه وصيفاً لهدافي البطولة بعد البرازيلي روبينيو، و من سوء حظه فقد خسرت الأرجنتين المباراة النهائية أمام غريمتها التاريخية البرازيل بثلاثية نظيفة، و كانت لريكيلمي محاولات عديدة لتقليص الفارق أهمها الكرة التي ارتطمت بالقائم الأيمن مطلع المباراة .
و شارك ريكيلمي بعد ذلك بالتصفيات أمريكا الجنوبية لكأس العالم 2010 و يحرز هدفين في أول لقاء أمام المنتخب التشيلي، و أحدث ذلك ضجة كبيرة في أوساط وسائل الإعلام كون أن ريكيلمي كان محروماً من المشاركة في فريقه الإسباني فياريال ثلاثة أشهر، و لكنه أثبت أن تفضيل باسيلي له على باقي النجوم في ارتداء الرقم 10 كان صحيحاً، و سجل ريكيلمي هدفين آخرين أمام بوليفيا ليتوج نفسه هدافاً للتصفيات في فترة من الفترات و لمنتخب بلاده إلى نهايتها .
و قد واجه المنتخب الأرجنتيني سلسلة من العراقل و تراجع المستوى في الجولات المقبلة أدت به للمركز الثالث خلف البرازيل و الباراغواي، فرغم من أنه مركز مؤهل للمونديال إلا أن باسيلي رحل أو أُرغم على الرحيل فالسبب غير معروف حتى الآن، و يشهد المنتخب الأرجنتيني مرحلة جديدة بقيادة المدرب الجديد دييغو أرماندو مارادونا، الذي أطلق تصريحات معادية ضد نجم بوكا جونيورز بشأن مستواه، و الحقيقة أن ابنة مارادونا المخطوبة لنجم أتليتيكو مدريد سيرخيو أغويرو كانت ذات علاقة مع شقيق خوان رومان ريكيلمي و المدعو بكريستيان، فانفصلت عنه و لكنه أصر على استرجاع علاقتهما، فأزعج ذلك مارادونا فطلب من ريكيلمي التدخل فرفض الأخير ذلك، مما أدى لصراع مرير ما بين النجمين الأرجنتينيين انتهى بإعلان ريكيلمي اعتزاله الدولي ما لم يرحل المدرب الحالي، و مارادونا بدوره أقفل الباب في سبيل عودته إلى المنتخب رغم اتصاله هاتفياً به و الذي قوبل بعدم رد من قبل ريكيلمي .
و كان من نتائج ذلك استهجان جماهيري واسع و ظهر ذلك عندما رفعت مجموعة معينة من جماهير بوكا جونيورز لافتات ضد مارادونا، و عانى المنتخب كثيراً بعد ذلك و من أهم ما يبرهن ذلك هي الخسارة التاريخية ضد المنتخب البوليفي بسداسية مقابل هدف، و أيضاً الخسارة 3-1 أمام البرازيل على ملعب مدينة روزاريو الأرجنتينية، و الخروج المدوي في ربع نهائي مونديال جنوب أفريقيا 2010 أمام ألمانيا برباعية نظيفة .
تبع ذلك إقالة مارادونا من على الجهاز الفني الأرجنتيني و تعيين سيرجيو باتيستا خليفة له، المدرب الذي حقق ذهبية أولمبياد بكين 2008 مع الفريق الذي قاده ريكيلمي، و أعلن المدرب الجديد ترحيبه بعودة ريكيلمي إلى المنتخب من جديد شريطة جاهزيته البدنية، و لقي ذلك ترحيباً من جانب اللاعب نفسه الذي أكد أنه ما زالت أحلام المشاركة مع منتخب بلاده حاضرة و أن ذلك دافع رئيسي للتألق مع فريقه المحلي .

## البطولات
مع بوكا جنيور
- دوري الدرجة الأولى الأرجنتيني: دوري الارجنتين 1998، 1999 دوري الدرجة الأولى الأرجنتيني 1998–99، 2000-2001 Apertura  [لغات أخرى]‏، 2008 Apertura  [لغات أخرى]‏، 2011 Apertura  [لغات أخرى]‏
- كأس الأرجنتين: 2011–12
- كوبا ليبرتادوريس: 2000، 2001، 2007
- ريكوبا سودأمريكانا: 2008
- كأس الإنتركونتيننتال: 2000

فيرا ريال (إسبانيا)
- كأس إنترتوتو: 2003، 2004[5]

أرجنتينوس جونيورز
- دوري الدرجة الثانية الأرجنتيني: 2014

منتخب الارجنتين تحت 20 عام   
- كأس العالم تحت 20 سنة لكرة القدم: 1997
- بطولة شباب أمريكا الجنوبية لكرة القدم: 1997  [لغات أخرى]‏

منتخب الارجنتين تحت 21 عام
- بطولة تولون: 1998

Argentina
- الالعاب الصيفية : 2008
- كأس القارات: الوصيف 2005
- كوبا أمريكا: الوصيف 2007

الانجازات الفردية
- بطولة تولون افضل لاعب: 1998[8]
- منتخب العام في امريكا الجنوبية: 1999, 2000, 2001, 2008, 2011[9]
- لاعب العام في الأرجنتين: 2000, 2001, 2008, 2011[10]
- كوبا ليبرتادوريس اعلى لاعب قيمة : 2001، 2007[11]
- جائزة أفضل لاعب في أمريكا الجنوبية: 2001[12]
- الدوري الإسباني جائزة دون بالون (لاعب العام الاجنبي): 2004–05[13]
- أكثر لاعب فني وتكتيك - صحيفة ماركا: 2005[14]
- كأس القارات الكرة الفضية: 2005[15]
- كأس العالم top assist provider: 2006[16]
- كوبا ليبرتادوريس لاعب الاسبوع: May 8–10 / 2012
- أفضل لاعب وسط أرجنتيني Olé: 2012
- The Best local Argentine player by Olé: 2012
- الفريق التاريخي لكوبا ليبرتادوريس في كل العصور.[17]
- فيفبرو مرشح : 2006, 2007[18]

## روابط خارجية
- خوان رومان ريكيلمي على موقع الاتحاد الدولي (مؤرشف)  (الإنجليزية)
- خوان رومان ريكيلمي على موقع الاتحاد الأوربي (الإنجليزية)
- خوان رومان ريكيلمي على موقع إي إس بي إن إف سي (الإنجليزية)
- خوان رومان ريكيلمي على موقع قاعدة بيانات كرة القدم.إي يو (الإنجليزية)
- خوان رومان ريكيلمي على موقع ليكيب (الفرنسية)
- خوان رومان ريكيلمي على موقع ناشيونال فوتبول تيمز (الإنجليزية)
- خوان رومان ريكيلمي على موقع Soccerbase.com (لاعب) (الإنجليزية)
- خوان رومان ريكيلمي على موقع Soccerway.com (الإنجليزية)
- خوان رومان ريكيلمي على موقع عالم كرة القدم.نت (الإنجليزية)
- خوان رومان ريكيلمي على موقع اللجنة الأولمبية الدولية (الإنجليزية)